# Альфонс Ерле
Альфонс Ерле (28 липня 1888, Відень, нині Австрія — 7 липня 1939, м. Прага, Чехія) — австрійський, український та німецький військовий діяч, отаман, начальник штабу I-го корпусу Української Галицької армії.

## Життєпис

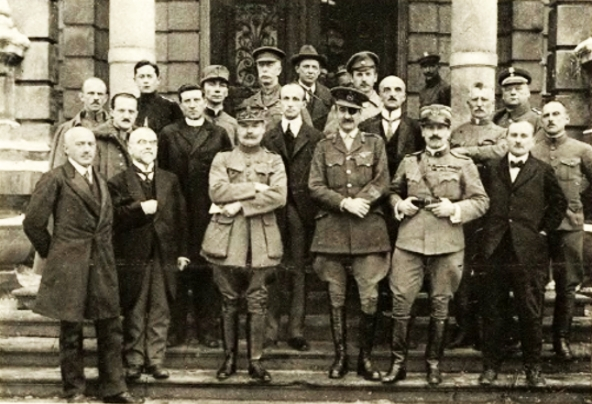
Члени делегацій на перемовинах про припинення вогню. Львів, палац Потоцьких, 26.02.1919 рік. Перший ряд (зліва направо): Володимир Темницький, Володимир Охримович, голова французької місії генерал Жозеф Бартелемі, керівник британської місії генерал-майор Адріан Картон де Віарт, італійський майор Джузепе Стабіле, Степан Витвицький; Другий ряд: Альфонс Ерле, отець Франц Ксаверій Бонн, Роберт Говард Лорд (США), Осип Бурачинський, Костянтин Слюсарчук, Теодор Рожанківський; Третій ряд: стоїть третій — отець Антін Калята, четвертий — британський полковник Смайс, шостий — Вільгельм Фідлєр

Народився 1888 р. у місті Відні (нині Австрія).

### В Австрійській армії
Служив у 3-му полку уланів, який дислокувався в місті Городок на Львівщині. У 1916 р. командир Гуцульської сотні УСС. Службою з гуцулами Ерле був дуже задоволений, про що він висловив у зверненні до стрільців: 
| Українські стрільці! Я з вами лише другий день, та вже пізнав вас доволі. Пізнав я вашу амбіцію, пізнав і те, що ви не новобранці, як ми сподівалися, а знамениті стрільці-боєвики… Я вас цілим серцем полюбив, хоч недовго з вами пробуваю. Але вашу вартість я пізнав умить. Я пізнав і те, що з вами силою нічого ніхто не вдіє, навіть я, котрий перевів уже 14 вишколів.[1] |
Перший бій Гуцульська сотня під керівництвом Альфонса Ерле провела за перевал Присліп 30 листопада та 1 грудня 1916 року. У важкому бою гуцули і союзні австрійські частини здобули перемогу, захопивши, за різними даними, від 600 до 1300 полонених.

### В Українській Галицькій Армії
В УГА з 1 листопада 1918 р. Під час українсько-польської війни 1918—1919 років начальник штабу I-го корпусу. 
Наприкінці лютого 1919 року брав участь у складі делегації ЗУНР на переговорах із місією Антанти у Львові. 
Член офіційної делегації ЗУНР на Паризьких мирних переговорах.
В листопаді 1919 входив до складу делегації, яка вела переговори в Жмеринці з представниками Добровольчої армії Денікіна.
Протягом лютого-квітня 1920 р. в ЧУГА, де разом із Юліаном Головінським та Остапом Луцьким став ініціатором переходу на сторону Армії УНР.
Інтернований у польському таборі Тухля, з якого звільнився 19 грудня 1920 р.

### В Австрії
Виїхав до Австрії, брав активну участь у праворадикальних рухах. У 1930 р. вступає до Націонал-соціалістичної робітничої партії Німеччини та СА. Після Аншлюсу Австрії був керівником територіальної організації СА міста Грац. З 1 червня 1938 р. Бригадефюрер СА, відповідає званню генерал-майора Зброї СС.
Несподівано помер у Празі в 1939 р.